# ꭒ
, ꭒ (U с крюком) — буква расширенной латиницы, используемая в алфавите Руссело-Жийерона.

## Использование
Использовалась в первом издании «Американского словаря английского языка» Ноя Уэбстера для указания на то, что буква u, которую она заменяет, читается как [ju].
В алфавите Руссело-Жийерона обозначала звук [u], в то время как u обозначала звук [y]
В Dictionary of pronunciation Сэмьюэла Нури 1981 года обозначала звук [ʌ].